# Сумерки человечества
«Сумерки человечества» (нем. «Menschheitsdämmerung») — немецкоязычная антология поэзии экспрессионизма, изданная в 1919 году писателем и журналистом Куртом Пинтусом. Признана классической для этого направления. С 1920 года права на неё принадлежат издательству «Ernst Rowohlt Verlag», которое оценивало её как «одну из самых успешных антологий в истории литературы». За 90 с лишним лет она переиздавалась в Германии 35 раз (последний раз в 2008 году). К 1999 году суммарный тираж всех изданий антологии равнялся 164 000 экземпляров.

## История издания и культурное значение
Антология «Сумерки человечества» составлена и издана К. Пинтусом в конце 1919 года, хотя в каталогах издательства «Rowohlt» она датируется 1920 годом. В отличие от прошлых антологий экспрессионистской лирики, как «Кондор», «Поток» и «Предвестник», «Сумерки человечества» были очень хорошо приняты читателями. Только в 1920 году было выпущено три издания общим тиражом 5000 экземпляров. К 1922 году тираж превысил отметку в 20 000. На такой успех повлияло что к 1920-м годам экспрессионизм окончательно сформировался как направление словесного искусства. «Сумерки человечества» воспринимались как итоговая обзорная книга.
Отбор её авторов был исключительно субъективным. «К. Пинтус сформировал антологию, не имея ни малейшей исторической дистанции и буквально произвольно „вынул“ ряд авторов из общего литературного процесса, руководствуясь исключительно собственным литературным вкусом». С большинством авторов Пинтус был знаком лично.
Однако в результате именно его выборка авторов и произведений стала со временем классической и общепризнанной в литературных кругах Германии. В литературоведении антологию называют «стандартным собранием», «классической антологией экспрессионистской лирики», «наиболее представительной и всё ещё самой лучшей», несмотря на то, что впоследствии выпускались и другие сборники, подготовленные на научной основе.

Не будет преувеличением утверждение, что как сама антология, так и вступления к ней на многие годы стали основными импульсами и источниками для размышлений и суждений о немецком литературном экспрессионизме. В Предисловии 1959 года К. Пинтус даже ссылается на учёных, которые пришли к выводу, что его антология вместе с портретом поколения экспрессионистских поэтов очень сильно повлияла на направление научного исследования.

## Содержание
В названии антологии её составителем намеренно допущена неоднозначность, очень важная для эстетики экспрессионизма. «Сумерки» — это и символ захода, заката, конца и символ начинающегося, едва забрезжившего нового дня. «В этом символе — типичный экспрессионистский симбиоз „всего и всего ему обратного“ от полюса абсолютной негативности до полюса абсолютной позитивности. В нём поэтически воплощен важнейший для этого поколения философский постулат Ницше о возможности созидания нового только через уничтожение старого».
В первом издании антология открывалась предисловием К. Пинтуса «Прежде всего» (нем. «Zuvor»). Позже к ним были добавлены его же предисловия «Отголосок» (нем. «Nachklang», 1922) и «40 лет спустя» (нем. «Nach 40 Jahren», 1959). Все три предисловия считаются не только образцами классической эссеистики, но и важными источниками знаний об истории экспрессионизма. Как отмечает в своей монографии Н. В. Пестова, они «по количеству примеров их цитации, так же как и сама антология, явно превосходят любое другое научное исследование литературоведения».
Хронологически антология ограничена 1919 годом и, следовательно, полностью исключает лирику «позднего» экспрессионизма. В ней четыре тематических раздела: «Падение и крик» (нем. «Sturz und Schrei»), «Пробуждение сердца» (нем. «Erweckung des Herzens»), «Призыв и мятеж» (нем. «Aufruhr und Empörung»), «Возлюби человека» (нем. «Liebe den Menschen»). Они включают в себя 275 стихотворений 23 поэтов — наиболее значимых представителей немецкоязычного экспрессионизма. Шестерых к моменту выхода антологии уже не было в живых: четверо пали на фронтах Первой мировой войны, двое погибли в результате несчастных случаев. Произведения распределены составителем К. Пинтусом в соответствии с внутренней композицией антологии, так что блок произведений каждого автора разбит на множество отдельных стихотворений. Издание оформлено 14 портретами поэтов; они выполнены известными художниками того времени (Э. Шиле, О. Кокошка, Л. Майднер). Самое знаменитое произведение антологии, впоследствии ставшее символом экспрессионизма, — стихотворение Якоба ван Годдиса «Конец света» (нем. «Weltende»), которым открывается сборник:

У бюргера сдувает котелок,

Повсюду вопли в воздухе плывут.

Сорвавшись, трубочисты с крыш ползут.

На берег — пишут — движется поток.
Там буря, скачет дикая вода

Об землю, толщу дамбы сокрушая.

Столпились люди, насморком страдая.

Летят с мостов железных поезда.
(пер. А. В. Чёрного)
Оригинальный текст (нем.)Dem Bürger fliegt vom spitzen Kopf der Hut, 

In allen Lüften hallt es wie Geschrei.

Dachdecker stürzen ab und gehn entzwei

Und an den Küsten — liest man — steigt die Flut.
Der Sturm ist da, die wilden Meere hupfen

An Land, um dicke Dämme zu zerdrücken.

Die meisten Menschen haben einen Schnupfen.

Die Eisenbahnen fallen von den Brücken.
Вплоть до 1959 года составитель вносил незначительные дополнения и исправления в текст антологии, часто по просьбе самих авторов. Например, поэт Иван Голль пожелал поместить в ней две редакции своей поэмы «Панамский канал» (нем. «Panamakanal»): поэтическую (1918) и прозаическую (1940). Однако в обширном предисловии к изданию 1959 года К. Пинтус указал, что больше не изменит в антологии «ни одной буквы», так как считает это собрание уникальным памятником экспрессионистского движения, в который больше нельзя вносить правок:

«…критически взирая на наше время и поэзию, я вынужден признать, что „Сумерки человечества“ являются не только целостным и замкнутым, но и законченным, итоговым документом этой эпохи. Выражусь более ясно: после завершения этой лирической симфонии не было сочинено ничего такого, что должно было бы впоследствии насильственно быть в неё включено».
В соответствии с этой его установкой, антология получила подзаголовок «Документ экспрессионизма» (нем. «Ein Dokument des Expressionismus»). Для сохранения документальной целостности сборника в последующих изданиях также были сохранены оригинальные автобиографии его авторов, часто написанные весьма вольным слогом, а то и вовсе мистифицированные. Например, поэтесса Эльза Ласкер-Шюлер рассказала о себе в двух предложениях: «Я родилась в Фивах Египетских, пусть и явилась в мир в Эльберфельде на Рейне. До одиннадцати лет я ходила в школу, провела пять лет на Востоке и с тех пор влачу растительное существование». Эти биографии позже были дополнены объективными данными, а также библиографическими списками по каждому автору.

## Авторы антологии
- Johannes R. Becher / Иоганнес Р. Бехер
- Gottfried Benn / Готфрид Бенн
- Theodor Däubler / Теодор Дойблер
- Albert Ehrenstein / Альберт Эренштейн
- Iwan Goll / Иван Голль
- Walter Hasenclever / Вальтер Газенклевер
- Georg Heym / Георг Гейм
- Kurt Heynicke / Курт Гейнике
- Jakob van Hoddis / Якоб ван Годдис
- Wilhelm Klemm / Вильгельм Клемм
- Else Lasker-Schüler / Эльза Ласкер-Шюлер
- Rudolf Leonhard / Рудольф Леонгард
- Alfred Lichtenstein / Альфред Лихтенштейн
- Ernst Wilhelm Lotz / Эрнст Вильгельм Лотц
- Karl Otten / Карл Оттен
- Kurt Pinthus / Курт Пинтус
- Ludwig Rubiner / Людвиг Рубинер
- René Schickele / Рене Шикеле
- Ernst Stadler / Эрнст Штадлер
- August Stramm / Август Штрамм
- Georg Trakl / Георг Тракль
- Franz Werfel / Франц Верфель
- Alfred Wolfenstein / Альфред Вольфенштейн
- Paul Zech / Пауль Цех

## Произведения антологии на русском языке
В 1926 году в Харькове вышел сборник «Молодая Германия», представивший читателям творчество немецких поэтов «экспрессионистского десятилетия». Составитель сборника Г. Петников использовал «Сумерки человечества» как основу для своей выборки. В последующие годы экспрессионизм оказался под запретом как в СССР, так и в нацистской Германии, поэтому новая волна публикаций этих авторов пришлась только на время перестройки. Полностью антология на русский язык не переведена до сих пор. Опубликованы лишь произведения её наиболее известных авторов: Гейма, Тракля, Бенна, Бехера и др.
Большая выборка произведений из антологии с прибавлением стихов других авторов была опубликована в 1990 году в сборнике «Сумерки человечества. Лирика немецкого экспрессионизма». Несмотря на совпадение названий, это издание не является переводом антологии.
В 2022 году вышла коллективная научная монография под редакцией Н. Пестовой, всесторонне рассматривающая антологию «Сумерки человечества» как цельный текст и документ эпохи.